# Modra
Modra (în germană Modern, în maghiară Modor) este un oraș din Slovacia cu 8.521 locuitori.

## Demografie
| An:                | 1994 | 2004   | 2014   | 2024   |
| ------------------ | ---- | ------ | ------ | ------ |
| Număr de persoane: | 8409 | 8657   | 8817   | 9160   |
| Diferență:         |      | +2,94% | +1,84% | +3,89% |

| An:                | 2023 | 2024   |
| ------------------ | ---- | ------ |
| Număr de persoane: | 9201 | 9160   |
| Diferență:         |      | −0,44% |